# 尼曼河 (哈巴罗夫斯克边疆区)
尼曼河（俄語：Река Ниман）或鄂朗奇河（满语：Jolonki Bira）屬於布列亞河的右支流，流經俄羅斯的哈巴羅夫斯克邊疆區和阿穆爾州，中游部分河道充作两联邦主体分界线，河道全長353公里，流域面積16,500平方公里，河水主要來自雨水。

## 引用
1. ↑  周赫. . 2017.
2. ↑  华林甫 赵逸才. .
3. ↑  黄锡惠. .
4. ↑  谭其骧. . 中国地图出版社. 1982-1987.
5. ↑  周峤.  (学位论文). 2016.
6. ↑  黄锡惠. .
7. ↑  . 国学大师网.   [2024-08-15]. （原始内容存档于2024-12-11）.
8. ↑  А·П·穆拉诺夫. . 列宁格勒: 气象出版社. 1966 （俄语）.
9. ↑  . 列宁格勒: 气象出版社 （俄语）.
10. ↑  Т·А·基谢尔科瓦娅. . 列宁格勒: 气象出版社. 1977 （俄语）.
11. ↑  . 国家水登记处.   [2024-08-15]. （原始内容存档于2024-12-11） （俄语）.